# Amt Mittleres Nordfriesland
Amt Mittleres Nordfriesland és un amt del districte de Nordfriesland, a Slesvig-Holstein, Alemanya, que comprèn la part continental central del districte. Té una extensió de 594,44 km² i una població de 20.199 habitants (2008). La seu és a Bredstedt. El burgmestre és Hans-Jakob Paulsen. Fou creat l'1 de gener de 2008 de la unió dels antics Ämter Bredstedt-Land i Stollberg, i el municipi de Bredstedt.

## Subdivisions
L'Amt Mittleres Nordfriesland és format pels municipis:
1. Ahrenshöft
2. Almdorf
3. Bargum
4. Bohmstedt
5. Bordelum
6. Bredstedt, Stadt
7. Breklum
8. Drelsdorf
9. Goldebek
10. Goldelund
11. Högel
12. Joldelund
13. Kolkerheide
14. Langenhorn
15. Lütjenholm
16. Ockholm
17. Sönnebüll
18. Struckum
19. Vollstedt